# Al-Nahda SC Beirut
L'Al-Nahda Sporting Club (àrab: نادي النهضة الرياضي, Nādī an-Nahḍa ar-Riyāḍī, ‘Club Esportiu de la Renaixença’) fou un club libanès de futbol de la ciutat de Beirut, al districte de Mar Elias. Era conegut amb el sobrenom Les Diables Noirs (‘els Diables Negres'). Era el club dels cristians ortodoxos. Fundat el 3 de febrer de 1926, fou el club libanès més antic.

## Presidents
| Nom                    | Anys       |
| ---------------------- | ---------- |
| Georges Al Roumi       | 1926–1927  |
| Salim Raffoul Boutrous | 1927–1928  |
| Emile Khalil Boutrous  | 1928–1929  |
| Bahij Salem            | 1929–1931  |
| Georges Rubeiz         | 1931–1933  |
| Michel Tedrous         | 1933–1934  |
| Farid Ammoun           | 1934–1935  |
| Jamil Sawaya           | 1936       |
| Hassib Moussawer       | 1936–1940  |
| Bahij Salem            | 1940–1944  |
| Ibrahim Saad           | 1944–1990s |

## Palmarès
- Lliga libanesa de futbol:[6]
  - 1933–34, 1941–42, 1942–43, 1946–47, 1948–49

- Copa libanesa de futbol:[7]
  - 1937–38, 1940–41, 1944–45, 1946–47